# Quint Servili Pudent
Quint Servili Pudent (en llatí Quintus Servilius Pudens) va ser un magistrat romà del segle ii.
Va ser nomenat cònsol l'any 166 juntament amb Luci Fufidi Pol·lió. El mencionen Lampridi a la Història Augusta i els Fasti.
| Càrrecs públics                                  | Càrrecs públics                    | Càrrecs públics                               |
| ------------------------------------------------ | ---------------------------------- | --------------------------------------------- |
| Precedit per: Luci Arri Pudent i Marc Gavi Orfit | cònsol 166 amb Luci Fufidi Pol·lió | Succeït per: Luci Aureli Ver i Ummidi Quadrat |